# Amungme
Les Amungme sont une population des hautes terres de la province indonésienne de Papouasie, dans le kabupaten de Mimika. Ils sont au nombre de 13 000. 
Ils pratiquent l'agriculture itinérante, complétée par la chasse et la cueillette.
Les Amungme sont attachés à leurs terres ancestrales et considèrent les montagnes qui les entourent comme sacrées. Cela a mené à des affrontements avec le gouvernement indonésien, qui veut exploiter les importants gisements miniers qui s'y trouvent.

## Langue
La langue des Amungme est le damal, qu'on appelle aussi uhunduni, amung, amung kal, amungme, amuy, enggipiloe, hamung, oehoendoeni. Elle fait partie du groupe des langues Wissel Lakes-Kemandoga de la famille des langues de Trans-Nouvelle-Guinée.

## Mine de Grasberg
L'existence des Amungme a été bouleversée par le développement et l'exploitation de la mine de Grasberg, située au cœur de leur territoire, par la compagnie minière américaine Freeport-McMoRan. De vastes mines d'or et de cuivre ont bouleversé le paysage. La présence de la mine et de ses infrastructures a attiré de nombreux migrants, non seulement papous mais aussi du reste de l'Indonésie. Certains ont cherché à s'établir sur des terres ancestrales amungme.
Ces facteurs sont la sources de tensions sociales et politiques. Ils provoquent souvent des mouvements de protestation et des conflits, qui sont parfois violemment réprimés par la police et l'armée.